# Односи Србије и Бразила
Односи Србије и Бразила су инострани односи Републике Србије и Савезне Републике Бразила.

## Билатерални односи
Дипломатски односи су успостављени 1938. године.
Бразил је гласао против пријема Косова у УНЕСКО 2015.

### Економски односи
- У 2020. години укупна робна размена са Бразилом износила је 87,6 милиона УСД. Од тога извоз из Србије 18,7 милиона, а увоз 68,9    милиона долара.
- У 2019. години размењено је укупно роба у вредности од 81 милион долара. Извоз из РС износио је 17 милиона УСД, док је увоз вредео 64 милиона.
- У 2018. укупна робна размена вредела је 96 милиона УСД. Из наше земље извезено је робе за 16 милиона а увезено за 80 милиона долара.[3][4]

### Дипломатски представници

#### У Београду
Амбасада Бразила у Београду радно покрива Црну Гору.
- Жозе М. да Фонсека Коста Кото, амбасадор, 2022. -
- Едуардо Бартељо Барбоза, амбасадор, 2019. - 2022.
- Изабел Кризтина Хејваирт, амбасадор, 2015. - 2019.
- Сержо Луис Канаес, амбасадор, 2013. - 2014.
- Алешандре Адор Нето, амбасадор, 2011. - 2013.
- Данте Коељо де Лима, амбасадор, 2006. - 2011.
- Рубем Амарал Млађи, амбасадор, 2002. - 2005.
- Адолф Либерт Вестфален, амбасадор, 1996. - 2000.
- Антонио Амарал, амбасадор, 1991. - 1993.
- Жозе Олимпио Раше, амбасадор, 1987. - 1991.
- Клаудио Гарсија де Соса, амбасадор, 1985. - 1987.
- Мигел Пауло Паранос, амбасадор, 1978. - 1984.
- Франк Енри Теишеира, амбасадор, 1975. - 1977.
- Донатело Гриеко, амбасадор, 1969. - 1975.
- Мозарт Валенте, амбасадор, 1966. - 1968.
- Моасир Бригз, амбасадор, 1964. - 1965.
- Рибеиро Коуто, посланик, 1947. - 1952. а потом и амбасадор, 1952. - 1963.
- Карлос Алвез де Суза, посланик, 1939. - 1941.
- Алфредо Ползин, први каријерни конзул, 1931. - 1932.

#### У Сао Паулу, Рио де Жанеиру и Бразилији
Амбасада Републике Србије у Бразилији (Бразил) радно покрива Боливију и Еквадор.
- Александар Ристић, амбасадор, 2024 —[8]
- Вељко Лазић, амбасадор, 2014. - 2020.
- Љубомир Милић, амбасадор, 2009. - 2013.
- /  Душан Гајић, амбасадор,2005. - 2009.
- /  Радивоје Лазаревић, амбасадор, 2001. - 2005.
- Давид Дашић, амбасадор, 1996. - 1999.
- /  Миодраг Трајковић, амбасадор, 1989. - 1996.
- Бранко Трпеновски, амбасадор, 1985. - 1989.
- Војислав Пекић, амбасадор, 1981. - 1985.
- Коле Чашуле, амбасадор, 1978. - 1981.
- Драги Стаменковић, амбасадор, 1974. - 1978. - амбасада у Бразилији почиње са радом
- Мирко Остојић, амбасадор, 1971. - 1974.
- Богољуб Стојановић, амбасадор, 1967. - 1970.
- Ранко Зец, амбасадор, 1964. - 1966.
- Маријан Баришић, амбасадор, 1961. — 1964.
- Данило Лекић Шпанац, амбасадор, 1957. - 1961.
- Радош Јовановић, амбасадор, 1955. - 1957.
- Иво Вејвода, амбасадор, 1952. - 1955.
- Рајко Ђермановић, посланик, 1948. - 1952.
- Срећко Шиловић, посланик, 1947. - 1948.
- Франо Цвјетиша, посланик, 1939. - 1944. - посланство у Рио де Жанеиру почиње да ради
- Настас Илић, први генерални конзул у Сао Паулу, 1929. - 1930.